# (214180) Mabaglioni
(214180) Mabaglioni est un astéroïde de la ceinture principale.

## Description
(214180) Mabaglioni est un astéroïde de la ceinture principale. Il fut découvert le 9 février 2005 à La Silla par Andrea Boattini et Hans Scholl. Il présente une orbite caractérisée par un demi-grand axe de 2,57 UA, une excentricité de 0,11 et une inclinaison de 11,1° par rapport à l'écliptique.

## Compléments